# Miecz

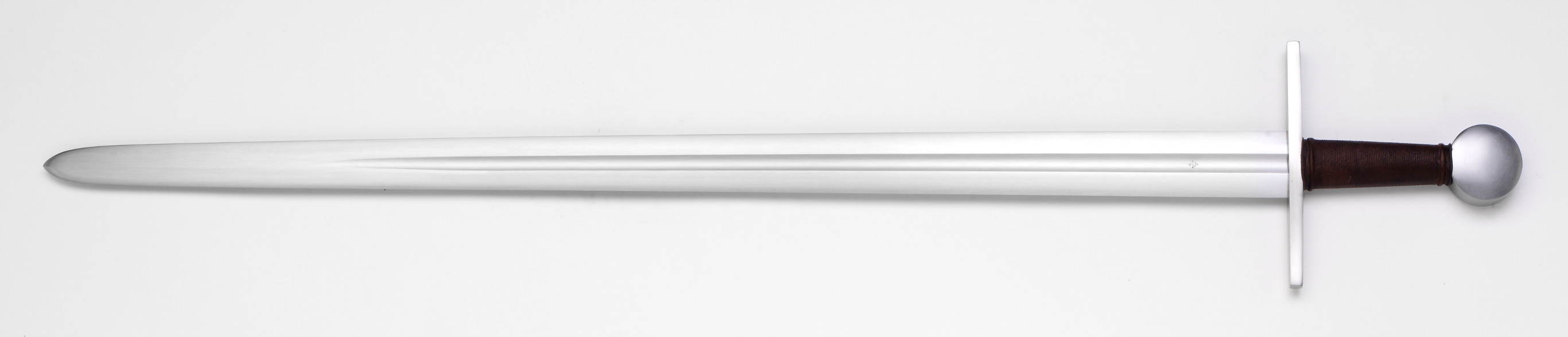
Miecz jednoręczny

Miecz – rodzaj broni białej, charakteryzującej się prostą, obosieczną głownią, otwartą rękojeścią oraz najczęściej krzyżowym jelcem. Używany od epoki brązu do XVI w. Szczególną popularnością cieszył się w średniowieczu. Jest bronią sieczno-kolną, czyli umożliwiającą zadawanie zarówno cięć, jak i pchnięć.

## Etymologia
Polska nazwa „miecz” jest zapożyczeniem wywodzącym się z języka gockiego od słowa meki, co oznaczało broń obosieczną. W języku angielskim natomiast mianem sword (pol. miecz) określa się potocznie każdy rodzaj broni białej, posiadającej długą głownię osadzoną w rękojeści (np. miecz, szablę, kord, rapier itp.). Prowadzi to do licznych nieporozumień podczas tłumaczeń, a szczególnie przy próbach klasyfikacji broni białej. Doprowadziło to także do częstego nadużywania w języku polskim określenia „miecz”, w odniesieniu do broni niebędących de facto mieczami. Za przykład może posłużyć japońska katana, określana w języku angielskim jako japanese sword, co spopularyzowało w języku polskim określenie miecz japoński, mimo że ze względu na budowę katana jest szablą.

## Typologia

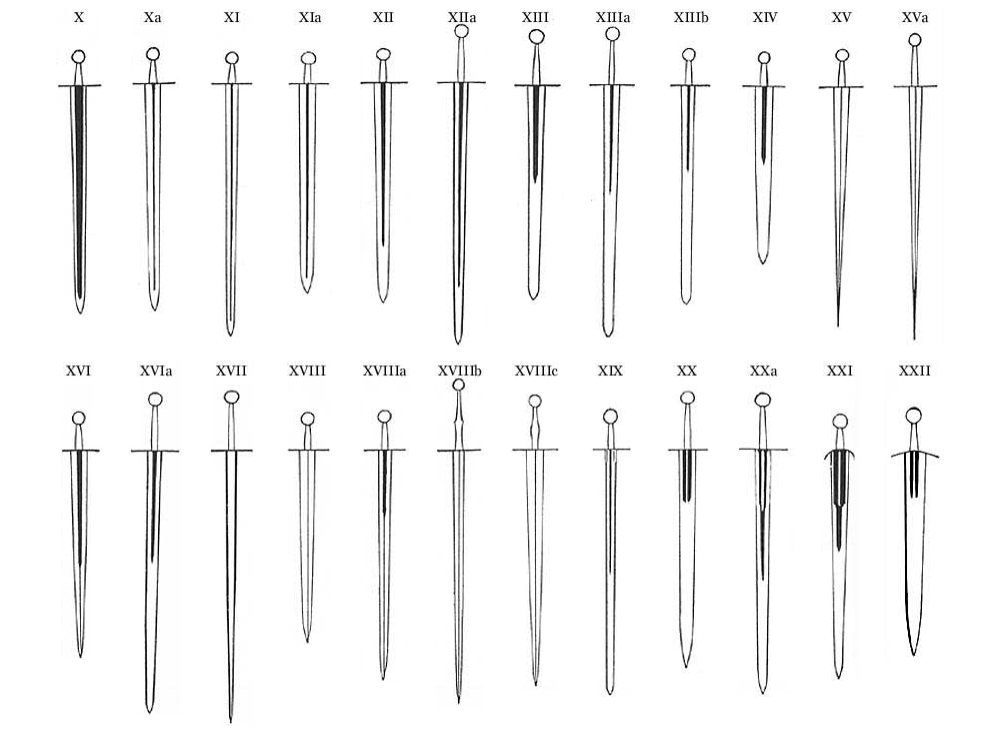
Typologia Oakeshotta

Ze względu na mnogość typów i konfiguracji, rozpiętość ich produkcji w czasie oraz różnorodność ze względu na kręgi kulturowe, miecze często są trudne do jednoznacznego sklasyfikowania. Próby kategoryzacji średniowiecznych mieczy europejskich podjął się między innymi Ewart Oakeshott, w opublikowanej przez siebie w 1960 r. typologii.
W najbardziej ogólnym ujęciu miecze można podzielić na:
- miecze jednoręczne
- miecze długie
- miecze bastardowe
- miecze dwuręczne

## Budowa

Budowa miecza

Zasadniczą częścią miecza jest obosieczna głownia, której koniec trzpienia zakuwany jest na głowicy. W konstrukcji głowni często stosowane są takie elementy jak: grań, ość, zbrocze, bruzdy, strudziny. Trzpień głowni osłonięty jest okładzinami (najczęściej drewnianymi oprawionymi w skórę), które tworzą trzon rękojeści. Jelec miecza jest zazwyczaj prosty, krzyżowy (prostopadły do głowni).
W niektórych przypadkach miecze wyposażano dodatkowo w taszkę, chroniącą wlot pochwy przed dostaniem się do niej deszczu i zanieczyszczeń.
Od XV w. w konstrukcji niektórych mieczy zaczęły pojawiać się dodatkowe elementy takie jak: kabłąk, obłęki, ricasso, ośla podkowa, stanowiące drogę ewolucji w kierunku późniejszych rapierów (w których rozbudowana osłona rękojeści była już powszechna).

## Historia

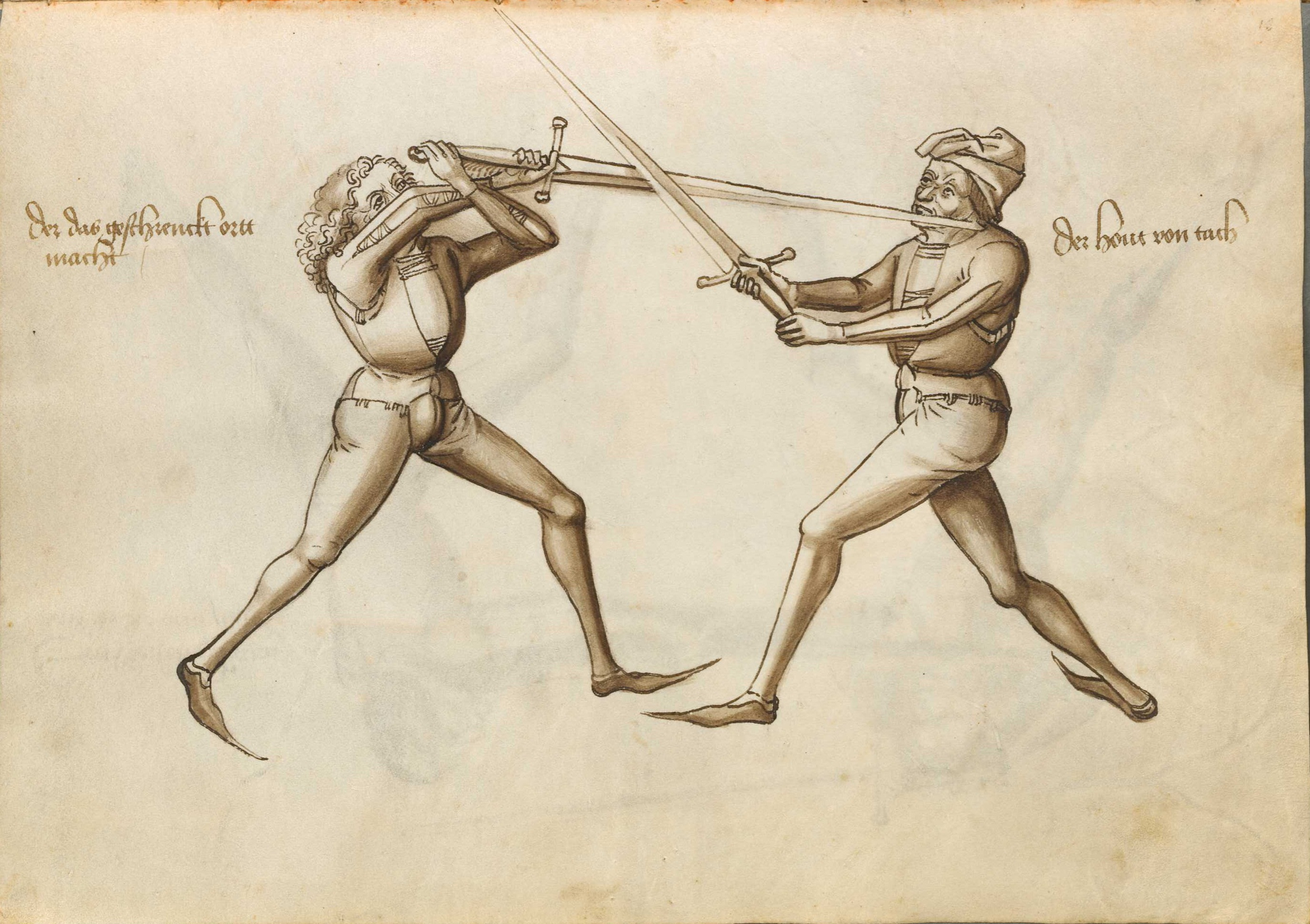
Ilustracja z traktatu mistrza Hansa Talhoffera, przedstawiająca technikę walki długim mieczem. 1467 r.

Miecz jest jedną z najstarszych broni sieczno-kolnych. Pierwsze miecze wykonywano z brązu na terenie Chin. Ważnymi ośrodkami produkcji mieczy w epoce brązu były też tereny dzisiejszych Węgier i Słowacji, skąd importowano je między innymi na dzisiejsze ziemie polskie. W późniejszym okresie miecze wykonywano już wyłącznie z żelaza (stali) i stały się powszechnie używaną bronią. Wczesnośredniowieczny miecz europejski jest kontynuacją w prostej linii rzymskiej spathy, w którą uzbrojona była zaciężna konnica germańska złożona z najemników zwanych spathari. W Polsce pierwsze miecze tego typu pojawiają się w IX wieku i mają związek z aktywnością skandynawskich wikingów. Są to głównie egzemplarze typu od B do R według typologii Petersena, produkowane w ośrodkach nadreńskich i datowane na IX i X wiek.
Początkowo w Europie dominującą konstrukcją były miecze jednoręczne, używane wespół z tarczą. Stopniowo jednak ich głownie oraz rękojeści ulegały wydłużeniu, aż do wyodrębnienia się w XIII w. mieczy długich. Umożliwiały one dołożenie do chwytu drugiej ręki i efektywniejszą walkę oburącz (ze względu na technologiczny rozwój zbroi, użycie tarczy zaczęło być marginalizowane) . Szczytową formą ewolucji mieczy europejskich był miecz dwuręczny (znacznie większy i cięższy od miecza długiego), który jako broń piechoty (służąca do przełamywania linii przeciwnika) wyodrębnił się na przełomie średniowiecza i renesansu. Wraz z początkiem XVI w. miecz zaczął stopniowo tracić na znaczeniu, ustępując miejsca broni poręczniejszej: rapierowi w Europie Zachodniej, oraz szabli w Europie Wschodniej. Ostatecznie miecze zostały całkowicie wyparte z uzbrojenia i sprowadzone do roli broni ceremonialnej.

## W kulturze
W średniowiecznej Europie miecze stały się symbolem stanu rycerskiego. Powstał kult miecza – z narzędzia stał on się sacrum, wierność przysięgano na miecz. Często otrzymywał własne imię i noszono go przed władcami na znak władzy i sprawiedliwości. Był niezbędny przy ceremonii koronacji i pasowania na rycerza.
Pochodzenie ojcowskie określano jako „po mieczu” (w odróżnieniu od „po kądzieli” – po matce), w czasie pogrzebu ostatniego potomka męskiego łamano miecz. Przed bitwą pod Grunwaldem w 1410 r. wielki mistrz zakonu krzyżackiego Ulrich von Jungingen, podarował polskiemu królowi Władysławowi Jagielle dwa nagie miecze jako wyzwanie.

## Przykłady mieczy

Chiński miecz jednoręczny, z epoki brązu.
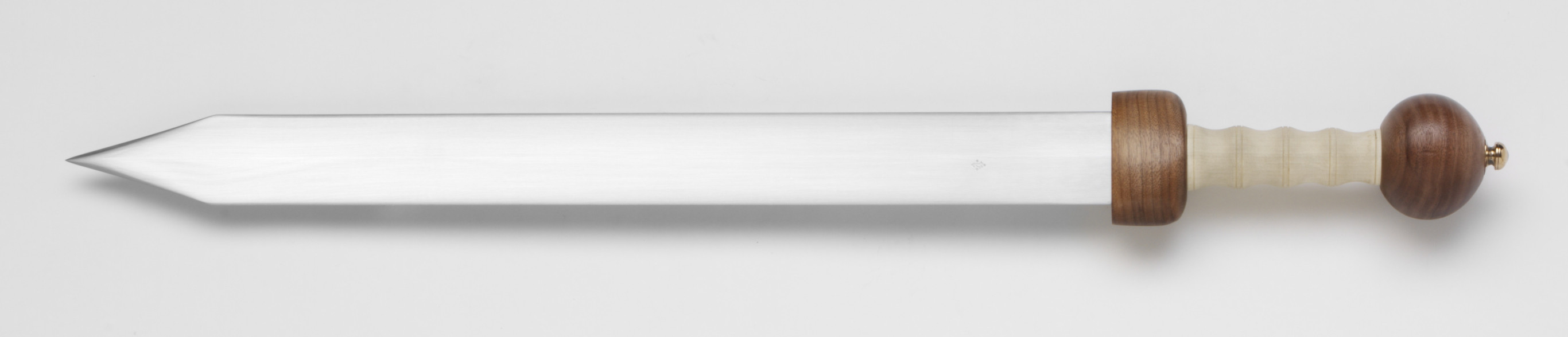
Gladius z okresu starożytnego Rzymu[d]
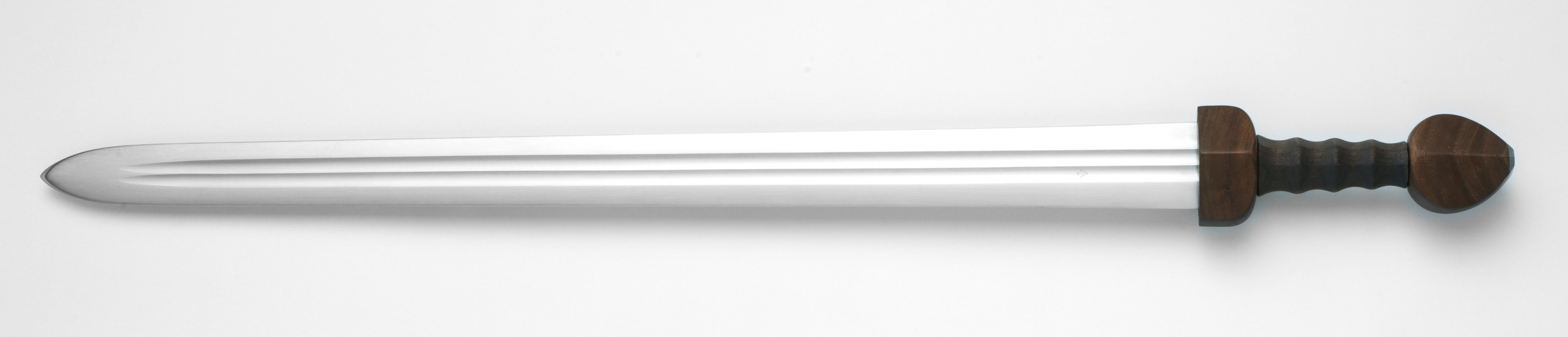
Spatha z okresu starożytnego Rzymu[d]
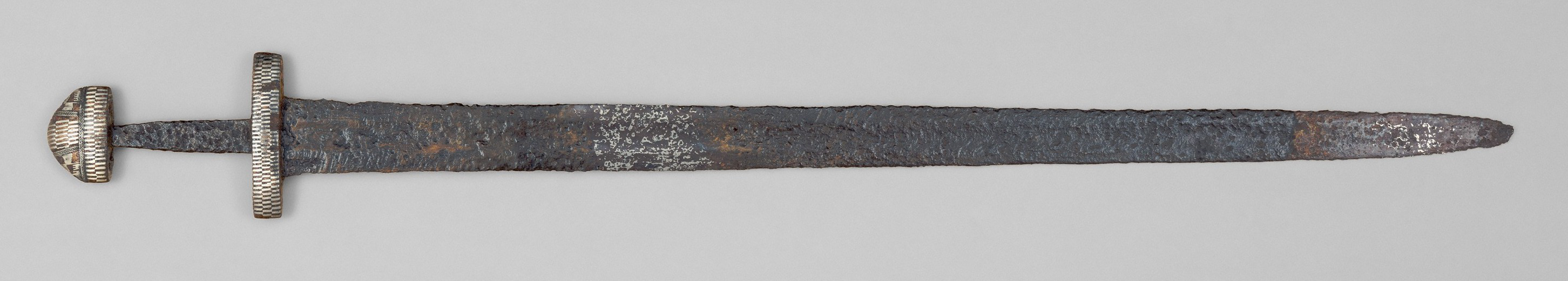
Miecz wikiński (karoliński) z X w.
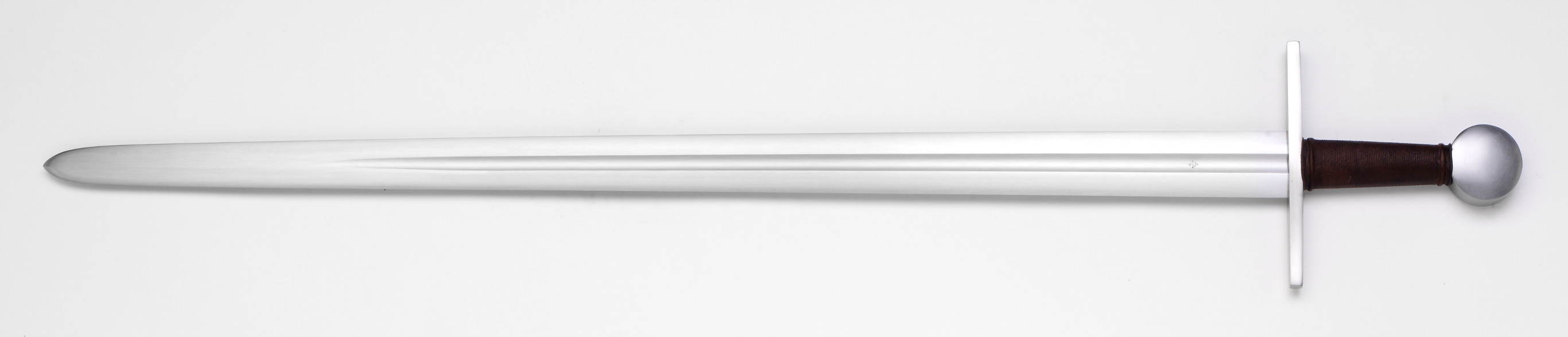
Miecz jednoręczny z XII w.[d]
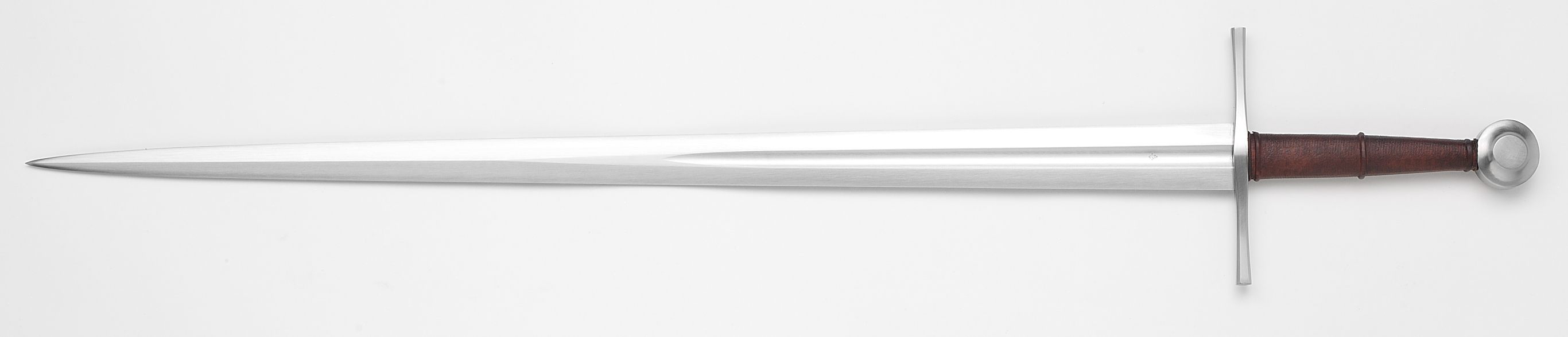
Miecz długi z XIV–XV w.[d]
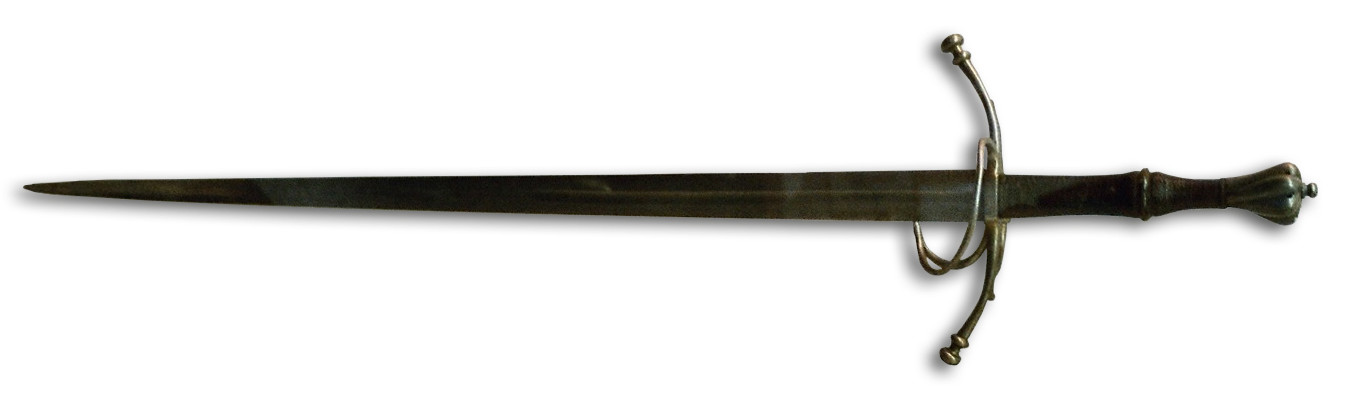
Miecz bastardowy z XVI w.
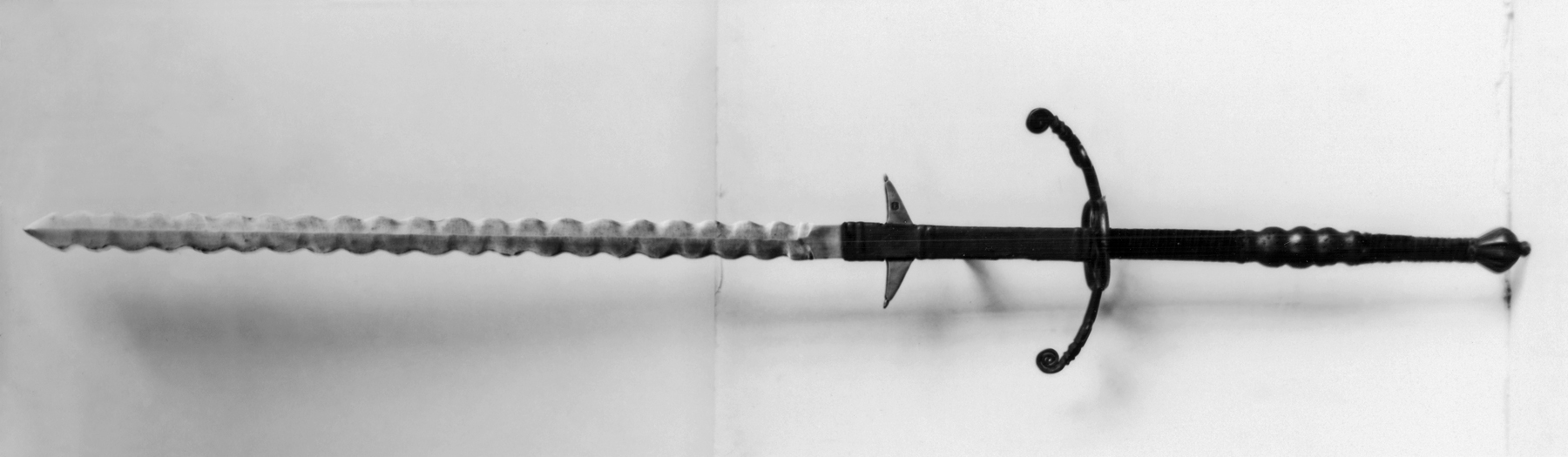
Miecz dwuręczny typu flamberg, koniec XVI w.

### Miecze historyczne

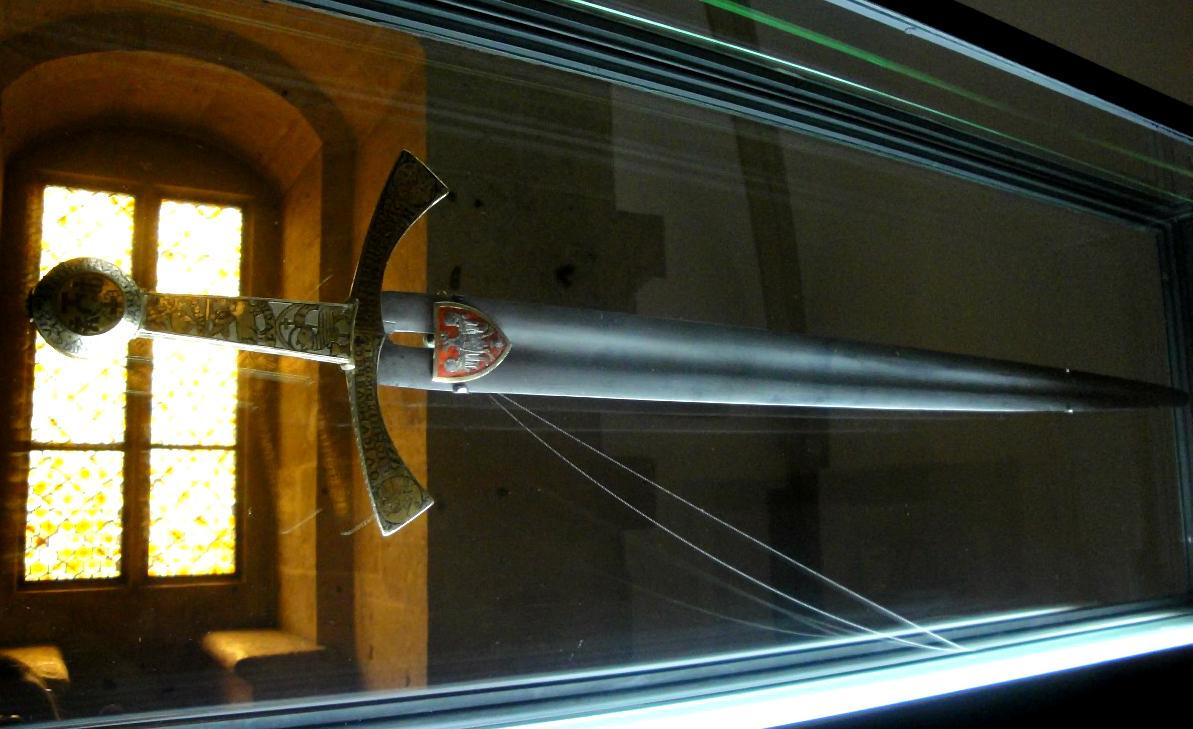
Szczerbiec w Skarbcu Koronnym na Wawelu

- Grus (Żuraw, Żurawiec) – miecz księcia Bolesława Krzywoustego.
- Joyeuse – miecz Karola Wielkiego.
- Miecz ceremonialny Stanisława Augusta Poniatowskiego.
- Miecz Goujiana – chiński miecz króla Goujiana, władcy królestwa Yue.
- Miecze grunwaldzkie – dwa nagie miecze wręczone przez heroldów krzyżackich Władysławowi II Jagielle pod Grunwaldem.
- Miecz księcia Dowmunta.
- Miecz świętego Stefana – miecz pierwszego króla Węgier.
- Szczerbiec – miecz koronacyjny królów Polski.

### Miecze fikcyjne

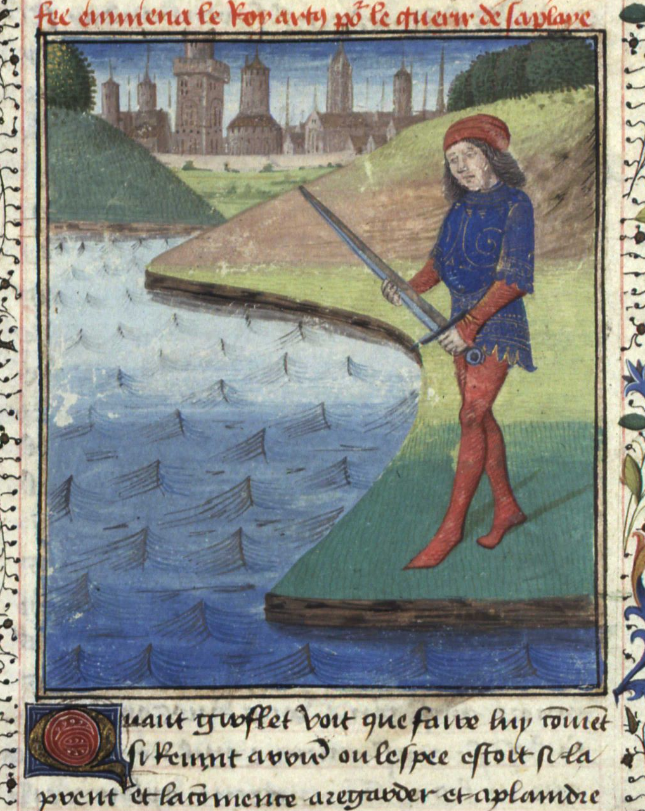
Excalibur na XV w. ilustracji

- Balmung – miecz Zygfryda w Pieśni o Nibelungach. W cyklu wagnerowskim występuje pod nazwą Notung
- Durandal – legendarny miecz Rolanda
- Excalibur – miecz króla Artura z legend arturiańskich
- Miecz świetlny – broń używana przez Sithów i Jedi w uniwersum Gwiezdnych wojen
- Żądło – miecz Bilba Bagginsa i Froda Bagginsa z cyklu powieści J.R.R. Tolkiena
- Zerwikaptur – miecz Longinusa Podbipięty z powieści Henryka Sienkiewicza Ogniem i mieczem